# Antonio Baboccio da Piperno
Antonio Baboccio da Piperno (Piperno, 1351 – 1435) è stato un abate, pittore, scultore e orafo italiano originario di Priverno.
Talune fonti antiche lo attestano anche con il nome Antonio Baboto.
Annoverato tra i più noti artisti del suo tempo, è oggi ricordato come uno dei maggiori scultori operanti a Napoli nel XV° secolo. Tra i suoi capolavori andranno ricordati, insieme ad altri monumenti sepolcrali, quello di Margherita di Durazzo, oltre allo splendido, elaborato portale della cosiddetta Cappella Pappacoda.

## Biografia

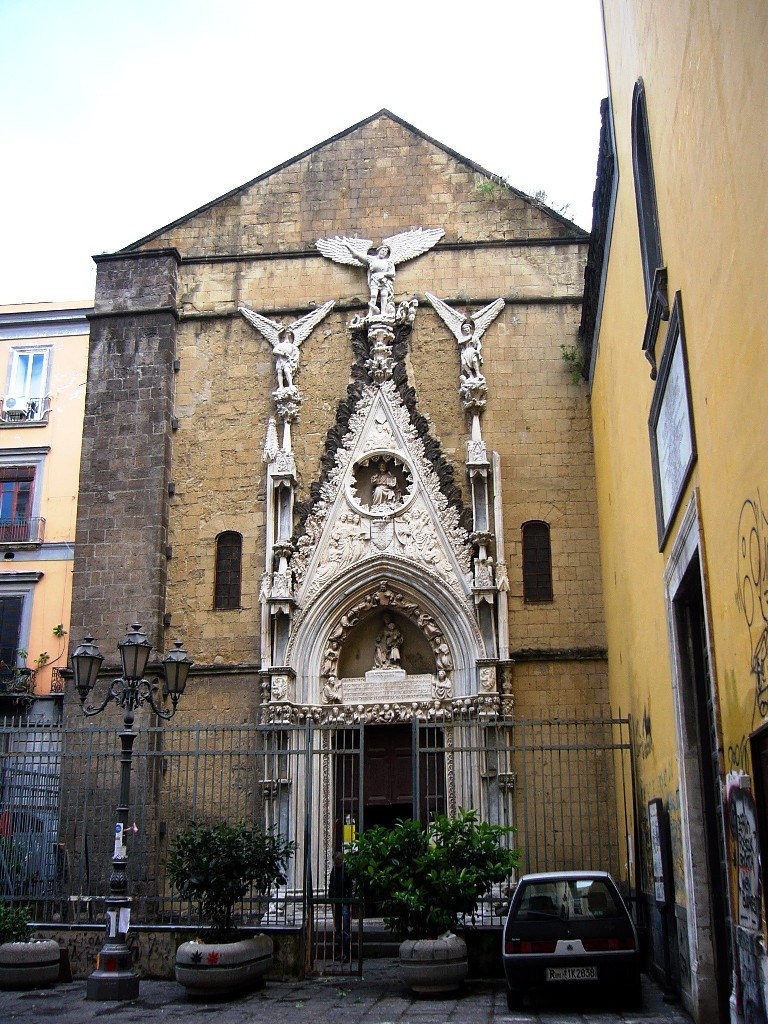
Decorazioni marmoree lungo la facciata della chiesa dei Pappacoda (Napoli)

Nacque a Piperno (oggi Priverno), città che a quel tempo apparteneva allo Stato Pontificio. Suo padre Domenico (che lavorava da scultore presso Masuccio II) lo condusse fanciullo a Napoli: qui apprese il disegno, l'architettura, e la scultura dallo stesso Masuccio, e dal Ciccione, e la pittura da Colantonio del Fiore, e dallo Zingaro facendo quindi di Napoli la sua vera patria.
La sua formazione artistica lo porta in contatto con diverse culture, che ne influenzano lo stile: a Milano opera in un ambiente caratterizzato dalla cultura franco-borgogna e da quella renana, a Bologna dall'espressionismo emiliano. Opera anche a Venezia, Napoli, Messina e altri centri del meridione della penisola italica.
Nel 1407 si trovava a lavorare al cantiere del Duomo di Milano quando il cardinale Enrico Minutolo lo chiama a lavorare a Napoli, allora governata dagli Angiò. In quel momento il Baboccio aveva oltre 50 anni, un'età relativamente avanzata per l'epoca, non lontana da quella che era l'aspettativa di vita media, ed era già un artista affermato, ma è nel capoluogo campano che realizza le opere per cui è maggiormente ricordato.

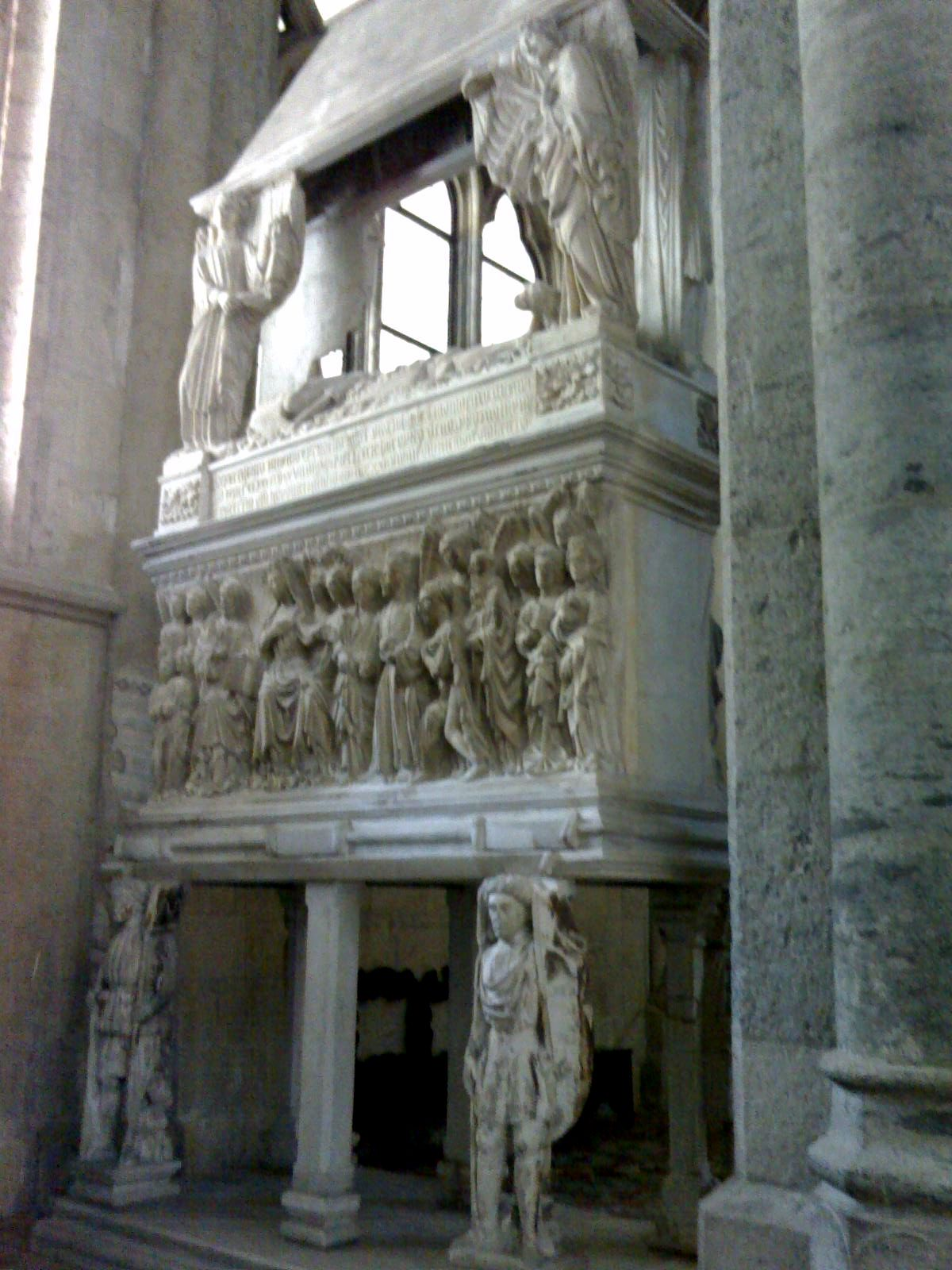
Sepolcro di Ludovico Aldomorisco (1421), ultima opera del Piperno

Una delle sue opere più famose, anche se l'attribuzione critica non è completamente unanime, è il sepolcro di Agnese e Clemenza di Durazzo nella Basilica di Santa Chiara a Napoli. Tale monumento funebre ospita le salme delle figlie di Carlo d'Angiò, duca di Durazzo e venne commissionato, come altri della famiglia, dalla regina Margherita di Durazzo al ritorno dall'esilio.
Anche il sepolcro della stessa regina è opera del Baboccio, che lo realizzò nel 1412, capolavoro che si trova ora nella Cattedrale di Salerno. Potrebbe essere dello stesso anno il portale del Duomo di Messina, un'opera che il Baboccio ha scolpito in stile borgogno, rifacendosi alla maniera in voga al tempo nell'arte europea; la datazione è però molto incerta ed è oggetto di disputa da parte della critica artistica, che la localizza all'interno di un arco temporale di circa 20 anni.

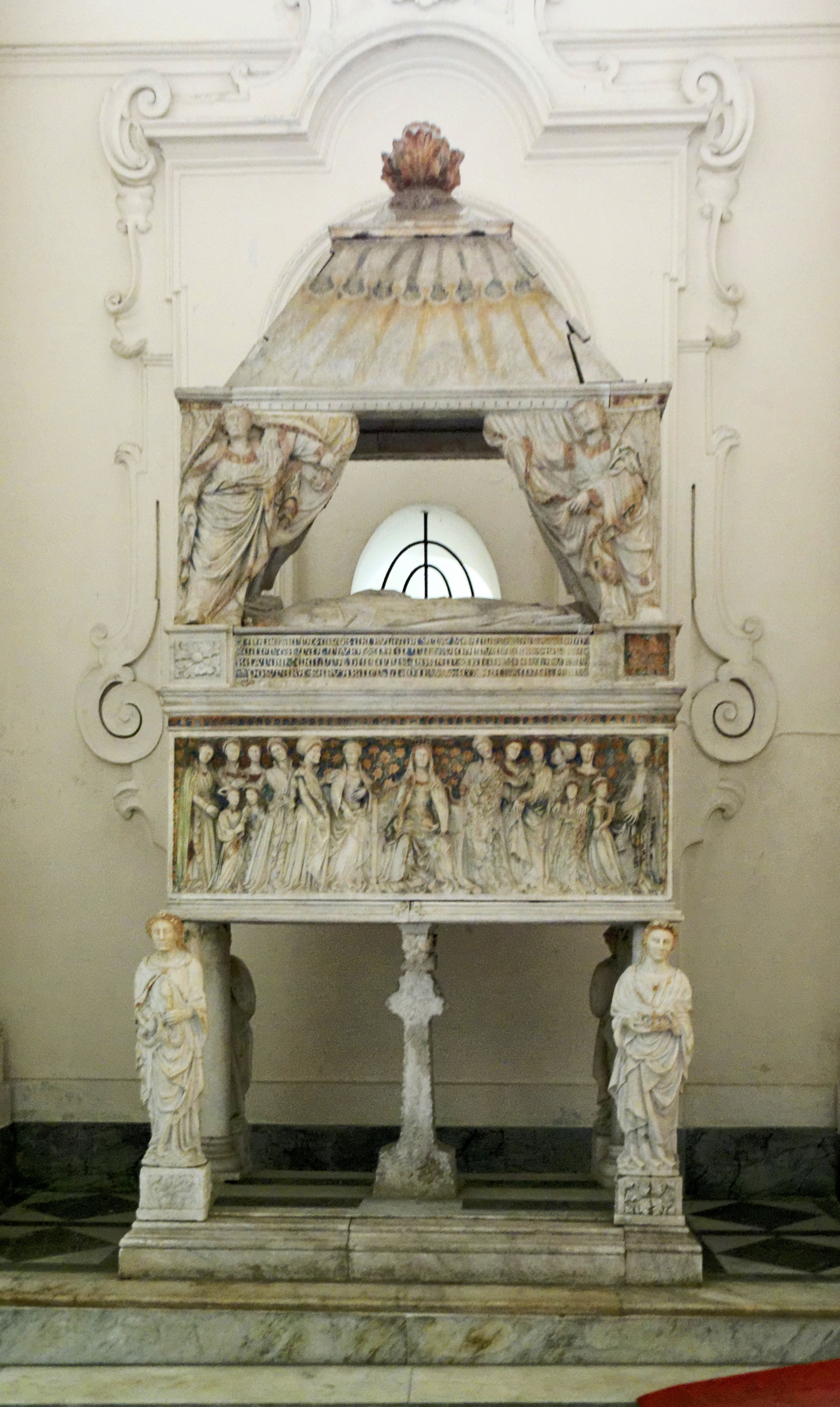
Il mausoleo della regina Margherita nel Duomo di Salerno

Nel 1414 fu commissionato al Baboccio il sepolcro Penna nella chiesa di Santa Chiara a Napoli; è dell'anno successivo il portale della cappella Pappacoda, fondata allora dal capofamiglia Artusio Pappacoda.
La sua ultima opera, datata 1421, è il Sepolcro di Ludovico Aldomorisco nella Chiesa di San Lorenzo Maggiore a Napoli; vi è riportata sopra un'incisione autobiografica del Baboccio.

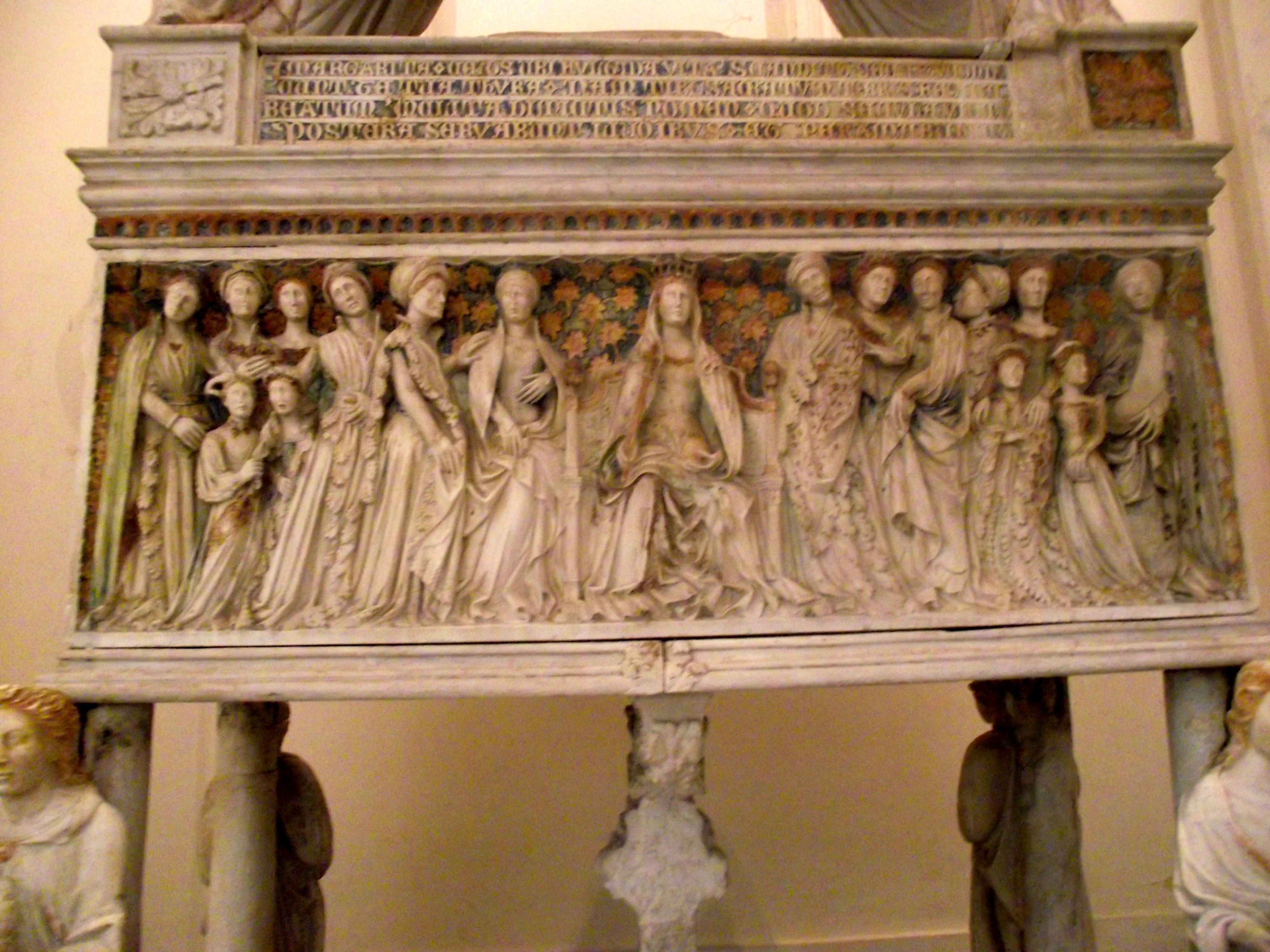
Baboccio da Piperno, Monumento funebre di Margherita di Durazzo (dettaglio), 1412, Salerno, Duomo.
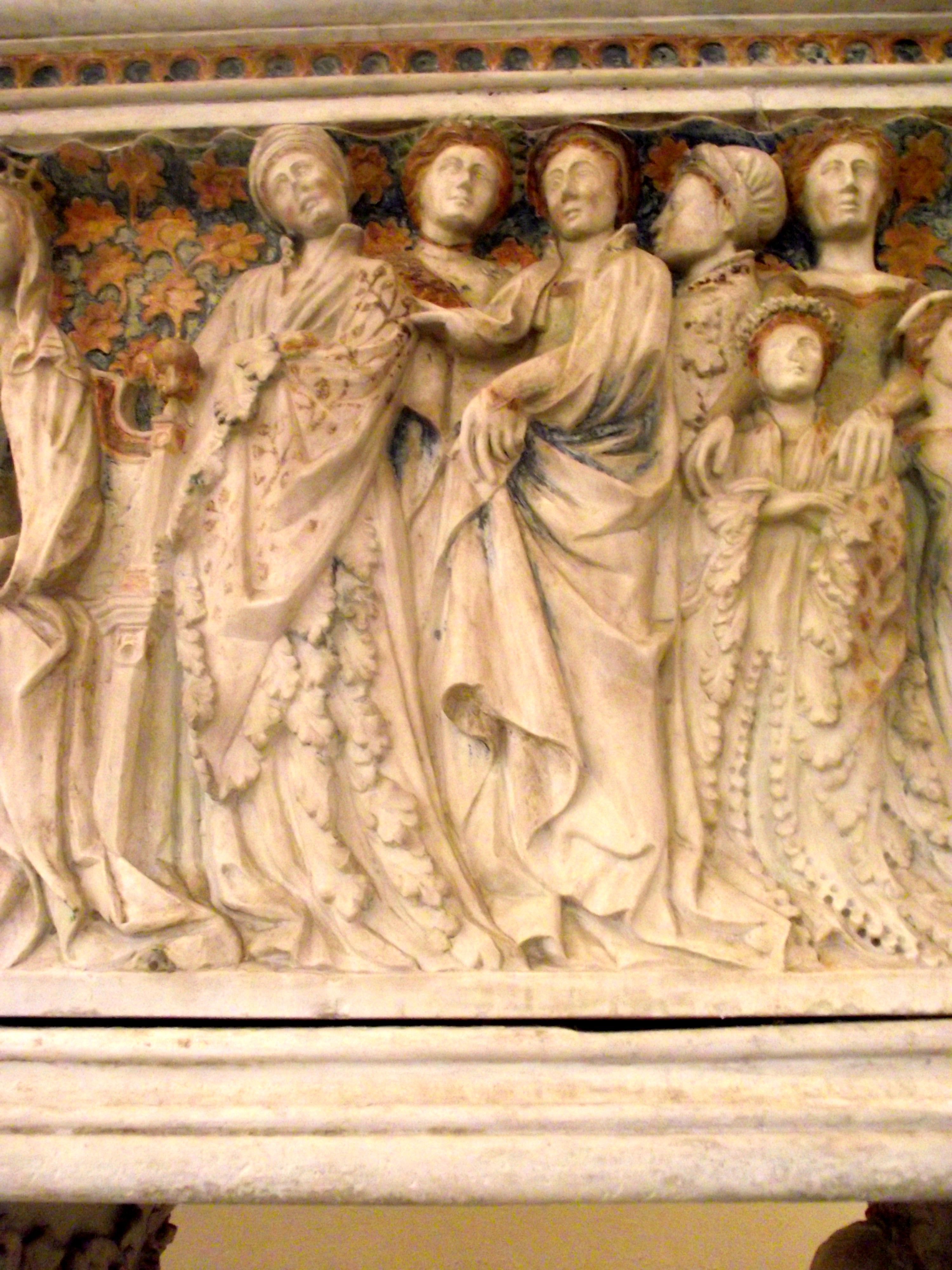
Baboccio da Piperno, Monumento funebre di Margherita di Durazzo (dettaglio), 1412, Salerno, Duomo.